# رقص آلچا گولو
آلچا گولو (به ترکی آذربایجانی: Alça gulu) (به انگلیسی: Alcha gulu) از جمله رقص‌های فولکلوریک قدیمی اهالی آذربایجان است.
در سالهای 1910 تا 1920 در ناحیه شاماخی و توسط علی کریم اف ساکن روستای کاوالا آفریده شده است. در اصل توسط خانمها اجرا می‌شود. سرعت آن کمی سریع است. 

## منبع
- آذربایجان و رقص‌های دنیا[پیوند مرده]
- ویکی‌پدیای انگلیسی